# Stanley Gallimore
Stanley Hugh Gallimore (14 tháng 4 năm 1910 – tháng 9 năm 1994) là một cầu thủ bóng đá người Anh. Ông thường thi đấu ở vị trí ở vị trí tiền đạo. Ông sinh ra ở Bucklow Hill, Cheshire và mất ở quận Trafford của Cheshire, thi đấu cho Witton Albion, Manchester United, Altrincham và Northwich Victoria.
Ông gia nhập Manchester United từ Witton Albion vào tháng 9 năm 1929 và ra mắt đội một tại West Ham United ngày 11 tháng 10 năm 1930. Ông có tổng cộng 76 trận, ghi 20 bàn, trong đó có 1 bàn thắng ghi ở các trận đấu ở Cúp FA.